# Odontochilus nanlingensis
Odontochilus nanlingensis là một loài thực vật có hoa trong họ Lan. Loài này được (L.P.Siu & K.Y.Lang) Ormerod mô tả khoa học đầu tiên năm 2003.